# Marco Schwarz
Marco Schwarz, avstrijski alpski smučar, * 16. avgust 1995, Beljak, Avstrija.

## Kariera
Svojo prvo zmago v karieri je dosegel na paralelnem slalomu v Oslu 1. januarja 2019. 

### Sezona 2019

#### Svetovno prvenstvo 2019
Na svetovnem prvenstvu v Areju na Švedskem je na moški kombinaciji osvojil bronasto medaljo. To je bila njegova prva posamična medalja z velikih tekmovanj. Nekaj dni kasneje je osvojil še bron v slalomu in srebro na ekipni tekmi. 

#### Poškodba
Na moški kombinaciji v Banskem si je pri padcu na superveleslalomu poškodoval meniskus in izpustil nadaljevanje sezone.

### Sezona 2021
V sezoni svetovnega pokala v alpskem smučanju 2020/2021 je osvojil mali kristalni globus v slalomu. Sezono je v skupnem seštevku zaključil na tretjem mestu.

#### Svetovno prvenstvo 2021
Na svetovnem prvenstvu v Cortini V Italiji je na moški kombinaciji osvojil naslov svetovnega prvaka. To je bila njegova prva posamična zlata medalja z velikih tekmovanj. Nekaj dni kasneje je osvojil še bron v veleslalomu.

## Svetovni pokal

### Skupni seštevek
- 1 mali kristalni globus – (slalom)

| Sezona     |        |
| Disciplina |        |
| 2021       | slalom |

### Dosežki v svetovnem pokalu
| Sezona | Discipline | Discipline      | Discipline | Discipline | Discipline      | Discipline | Discipline  |
| Sezona | Starost    | Skupni seštevek | Slalom     | Veleslalom | Superveleslalom | Smuk       | Kombinacija |
| 2015   | 19         | —               | —          | —          | —               | —          | —           |
| 2016   | 20         | 34              | 8          | 48         | —               | —          | —           |
| 2017   | 21         | 61              | 20         | —          | —               | —          | —           |
| 2018   | 22         | 39              | 16         | 49         | —               | —          | 23          |
| 2019   | 23         | 9               | 7          | 31         | —               | —          | 2           |
| 2020   | 24         | 18              | 7          | 18         | —               | —          | 20          |
| 2021   | 25         | 3               | 1          | 21         | —               | —          | —           |

### Zmage
| Št. | Zmage v svetovnem pokalu | Zmage v svetovnem pokalu | Zmage v svetovnem pokalu | Zmage v svetovnem pokalu | Zmage v svetovnem pokalu | Zmage v svetovnem pokalu | Zmage v svetovnem pokalu |
| Št. | Sezona                   | Datum                    | Prizorišče               | Disciplina               |                          |                          |                          |
| 1   | 2019                     | 1. januar 2019           | Oslo                     | paralelni slalom         |                          |                          |                          |
| 2   | 2019                     | 18. januar 2019          | Wengen                   | kombinacija              |                          |                          |                          |
| 3   | 2021                     | 10. januar 2021          | Adelboden                | slalom                   |                          |                          |                          |
| 4   | 2021                     | 26. januar 2021          | Schladming               | slalom                   |                          |                          |                          |